# Long Distance Calling
I Long Distance Calling sono una band Post Rock tedesca.

## Storia
Si sono formati nel 2006 a Münster, in Vestfalia. 
Le loro canzoni, solitamente di una durata da 5 minuti in su, sono per lo più strumentali, ma alcune di esse vedono alla voce Peter Dolving dei The Haunted (nella canzone Built Without Hands, dall'album Satellite Bay), Jonas Renkse dei Katatonia (nella canzone The Nearing Grave, dall'album Avoid the Light) e John Bush, ex-Anthrax (nella canzone Middleville, dall'album Long Distance Calling). I Long Distance Calling hanno prodotto due singoli e tre album, tutti accolti molto positivamente dalla critica; si tratta di Satellite Bay (2007)  , Avoid the Light (2009)  e Long Distance Calling (2011)  . Nel 2008 la band ha suonato al festival Rock am Ring  e al festival Roadburn; successivamente ha proseguito l'attività live con un tour in Germania per tutto il 2009. Nel 2010 i Long Distance Calling e i finnici Swallow The Sun hanno supportato i Katatonia durante il loro tour New Night Over Europe .

## Stile
La musica dei Long Distance Calling è prevalentemente strumentale, simile a band come Mogwai. Nei pochi pezzi cantati la voce è sempre di cantanti ospiti. Le più importanti influenze dei Long Distance Calling sono gli Isis, i Tool, i già citati Mogwai, i Dredg e i Porcupine Tree.

## Membri
- David Jordan – chitarra
- Janosch Rathmer – batteria
- Florian Füntmann – chitarra
- Jan Hoffmann – basso
- Marsen Fischer – voce
- Reimut van Bonn – ambience (Ex-componente)

## Discografia

### Album in studio
- 2007 – Satellite Bay
- 2009 – Avoid the Light
- 2011 – Long Distance Calling
- 2013 – The Flood Inside
- 2016 – Trips
- 2018 – Boundless
- 2020 – How Do We Want To Live?

### Demo
- 2006 – dmnstrtn (edizione limitata)

### EP
- 2008 – 090208 (split-EP con i Leech)
- 2014 – Nighthawk
- 2021 – Ghost

### Singoli
- 2012 – Metulsky Curse Revisited (Edizione limitata su vinile 12")